# Bărcănești, Ialomița
Bărcănești este satul de reședință al comunei cu același nume din județul Ialomița, Muntenia, România.

## Personalități
- Constantin Stănescu (n. 1938), critic literar român.

## Vezi și
- Biserica Sfinții Împărați din Bărcănești  (1876-1881)
- Casa Marius Ionescu din Bărcănești (1909)
- Casa cu prăvălie pe colț din Bărcănești (1910)
- Conacul Iancu Ionescu (1914)
- Casa Alexandru Ionescu din Bărcănești (1919)
- Casa Alexandru Manolescu din Bărcănești (1924)
- Casa Toader Roșca din Bărcănești (1936)
- Conacul Elena Duți (1939)